# Collégiale de Vigo
La collégiale Sainte-Marie est une co-cathédrale, située dans la ville de Vigo, dans la province de Pontevedra de la communauté autonome de Galice en Espagne. Elle partage le siège du diocèse de Tui-Vigo avec la cathédrale de Tui, seule cathédrale du sud de la province de Pontevedra, où se trouve Vigo.

## Historique
Sa construction date principalement du XIXe siècle, quand il a fallu remplacer l'ancienne collégiale abîmée après l'explosion d'une poudrière en 1809.

## Description
L'actuel édifice est  l'œuvre de Melchor de Prado y Mariño, de l'Académie royale des Beaux-Arts de San Fernando, ses styles architecturaux sont néoclassiques avec des tours baroques.

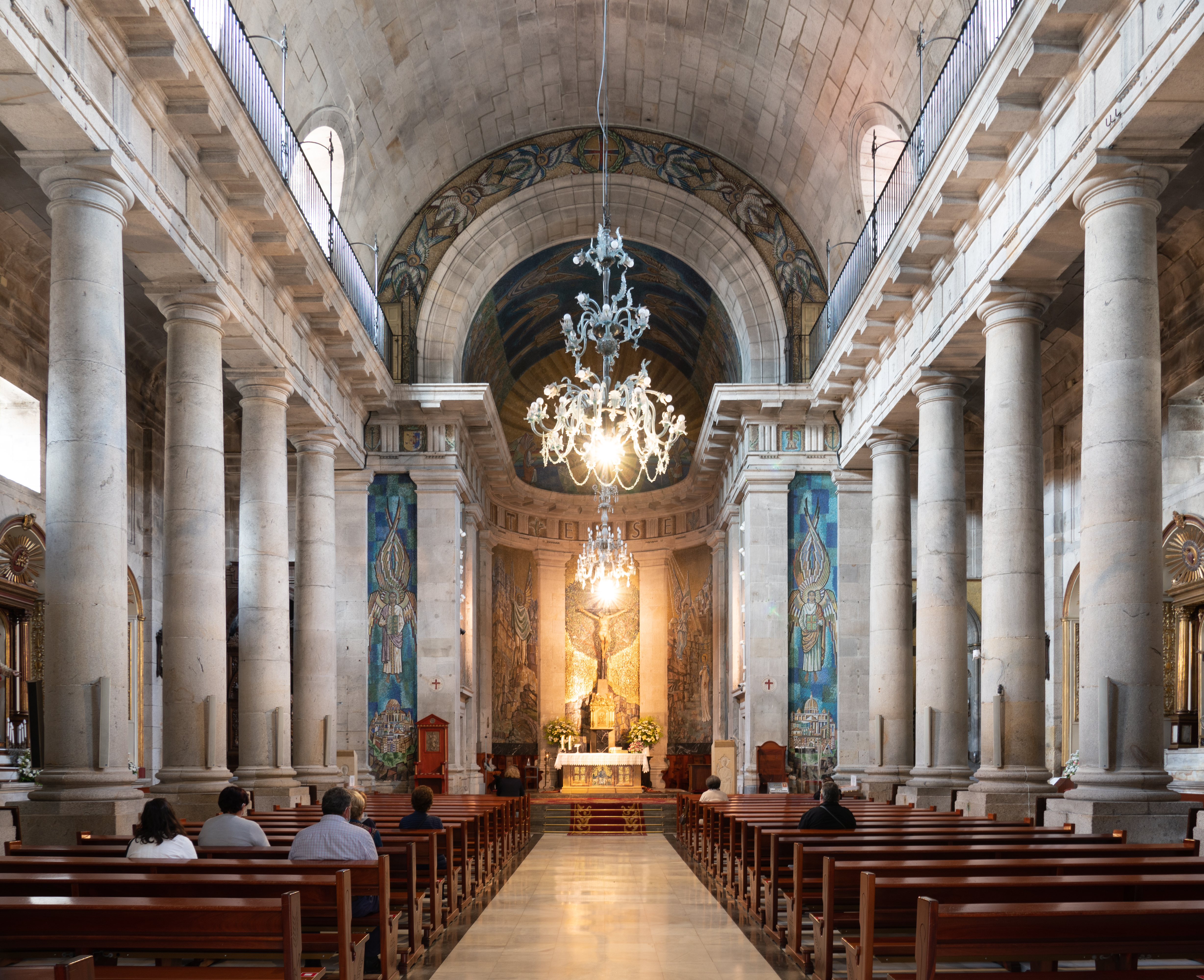
La nef centrale avec ses colonnes.

## Source
- (es) Cet article est partiellement ou en totalité issu de l’article de Wikipédia en espagnol intitulé « Concatedral de Santa María de Vigo » (voir la liste des auteurs).